# دينوسوكس
الدينوسوكس هو جنس منقرض من التمساحيات ذو صلة قرابة بالقاطور عاش من 82 إلى 73 مليون سنة مضت، خلال فترة الطباشيري المتأخر، يعني الاسم «التمساح الرهيب»، وهو مستمد من الكلمة الإغريقية دينوس (باليونانية: δεινός) بمعنى «رهيب»، وسوكس (باليونانية: σοῦχος) بمعنى «تمساح». اكتُشفَت الحفريات الأولى في كارولاينا الشمالية في الولايات المتحدة في خمسينيات القرن التاسع عشر، وتم وصف وتسمية الدينوسوكس في سنة 1909، ثم اكتُشفَت أجزاء إضافية في أربعينات القرن العشرين، وعلى الرغم من إعادة بناء غير دقيقة لجمجمة في المتحف الأمريكي للتاريخ الطبيعي، فالمعرفة عن الدينوسوكس لا تزال غير كاملة ولكن مواد من الجمجمة عُثر عليها في السنوات الأخيرة وسعت الفهم العلمي له.
على الرغم من أن الدينوسوكس كان أكبر بكثير من أي تمساح أو قاطور حديث، إذ أن حجم أكبر البالغين كان 10.6 م (35 قدم) في الطول الكُلي، فقد كان مظهره العام مشابه إلى حد كبير لأقاربه الأصغر حجمًا، وكانت لديه أسنان كبيرة وقوية صُممت للسحق، وكان ظهره مُغطى بجلد عظمي نصف كروي سميك، وقد حددت دراسة أن الدينوسوكس عاش لمدة وصلت إلى 50 سنة، وأنه كان ينمو بمعدل مماثل للتماسيح الحديثة، إلا أنه كان يحافظ على هذا النمو على مدى فترة زمنية أطول بكثير.
تم العثور على حفريات الدينوسوكس في 10 ولايات أمريكية من بينها تكساس ومونتانا وعلى طول الساحل الشرقي، كما تم العثور على حفريات في شمال المكسيك، عاش الدينوسوكس على جانبي الطريق البحري الغربي الداخلي، وكان المفترس المهيمن الانتهازي في المناطق الساحلية في شرق أمريكا الشمالية، وقد وصل إلى حجمه الأكبر في موطنه الغربي، ولكن التعداد السكاني الشرقي كان أكثر بكثير، والآراء لا تزال منقسمة حول ما إذا كان هذين السكانين يمثلان أنواعًا منفصلة، الدينوسوكس ربما كان قادرًا على قتل والتهام الديناصورات الكبيرة، وقد يكون تغذى أيضًا على السلاحف البحرية والأسماك، وفرائس أخرى بحرية وأرضية.

## الوصف

### التشكل

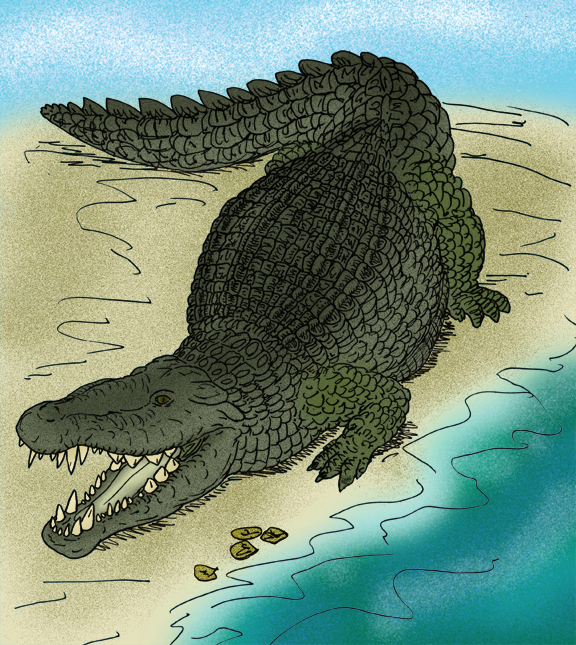
إعادة بناء الـ(D. rugosus)

على الرغم من حجمه الكبير كان المظهر العام للدينوسوكس لا يختلف كثيرًا عن التماسيح الحديثة. كان الدينوسوكس يشبه القاطور، كان لديه خطم عريض مع أنف بصلية الشكل. وكانت كل عظمة من عظام القواطع تحتوي على أربعة أسنان، وكان زوج الأسنان الأقرب لخطم الأنف أصغر بشكل واضح من الاثنتان الأُخرتان. كل فك علوي (العظم الرئيسي الحامل للأسنان في الفلك العلوي) كان يحتوي على 21 أو 22 سِنًا. وكان عدد الأسنان لكل مَضْرَس (العظم الحامل للأسنان في الفلك السفلي) يَبلغ 22 على الأقل. كل الأسنان كانت سميكة جدًا وقوية؛ وتلك التي كانت قريبة من مؤخرة الفك كانت قصيرة ومستديرة وحادة. ويبدو أنها كانت ملائمة للسحق بدلًا من الاختراق. وعندما كان يتم إغلاق الفم كانت الأسنان الأربعة للفك السفلي مرئية.
تماسيح المياه المالحة الحديثة لديها أقوى عضَّة سُجِلت لكائن حي على الإطلاق، مع قوة قصوى تبلغ 16,414 ن (3,690 رطلق). قُدِّرت قوة عضَّة الدينوسوكس أنها كانت من 18,000 ن (4,000 رطلق)  إلى 100,000 ن (22,000 رطلق). وقد قيل أنه حتى أكبر وأقوى ديناصورات الثيروبودا مثل التيرانوصور، ربما كانت عضَّتها أدنى قوة من عضَّة الدينوسوكس.
كان للدينوسوكس حنك عظمي ثانوي، الذي من شأنه أن يسمح له بالتنفس من خلال مَنْخَريه في حين أن بقية الرأس ظلت مغمورة تحت الماء. وكانت الفقرات مُقَعَّرة جوفاء في الأمام ومُحَدَّبة بارزة في المؤخرة؛ هذه تكون مناسبة لصنع مفصل كروي حقي. الحنك الثانوي والفقرات هي ميزات متطورة وُجدت أيضًا في التمساحيات اليوسوكية. كانت الجلود العظمية (دروع) تُغطي ظهر الدينوسوكس، كانت كبيرة وثقيلة بشكل غير عادي ومُنَخْرَبة بعمق، بعضها كان لها شكل نصف كروي تقريبًا. النقر والأَتْلام العميقة على هذه الجلود العظمية خدمت كنقاط ربط لنسيج الضام. أما نسيج الضام والجلود العظمية فقد خدما معًا كحاملة تعزيزية لدعم الجسم الهائل للدينوسوكس خارج الماء. وهذه الجلود العظمية العميقة استُخدمت لذلك، وعلى الرغم من كِبر حجمه فإن الدينوسوكس ربما يكون مشى على الأرض بشكل يشبه التماسيح الحديثة.

### الحجم

الحجم الأقصى الذي وصل إليه الدينوسوكس (الأصفر) يقدر حاليًا بـ، في المقابل يصل حجم تمساح المياه المالحة (الأخضر) أكبر تمساح موجودة حاليًا إلى ما يزيد قليلًا على الـ في الطول.

تم التعرف على الحجم الكبير للدينوسوكس بشكل عام على الرغم من الطبيعة المجزأة للحفريات التي تم الاستناد عليها، ومع ذلك فإن تقديرات كِبر حجمه قد تفاوتت كثيرًا على مر السنين، فالتقدير الأصلي الذي يعود لسنة 1954 استند على عينة كانت تُسمى في ذلك الوقت «دينوسوكس ريوجراندي» (Phobosuchus riograndensis) بناءًا على جمجمة طولها 1.5 م (4.9 قدم) والفك السفلي طوله 1.8 م (5.9 قدم)، تم إعادة بناؤها مع نسب مماثلة للتمساح الكوبي بإجمالي طول يقدر بـ15 م (49 قدم). ومع ذلك تعتبر عملية إعادة البناء هذه غير دقيقة حاليًا. وباستخدام بقايا أكثر اكتمالًا فقد تم تقدير في سنة 1999 أن الحجم الذي وصلت إليه عينات الدينوسوكس تراوحت بين 8 إلى 10 م (26 إلى 33 قدم) مع أوزان من 2.5 إلى 5 أطنان. وهذا ما تم التأكد منه لاحقًا عندما لوحظ أن معظم العينات المعروفة من الـ (D. rugosus) عادة لها جماجم طولها حوالي 1 م (3.3 قدم) مع إجمالي أطوال تُقدر بنحو 8 م (26 قدم) مع أوزان 2.3 طن. وهناك عينة معقولة حُفظت بشكل جيد اكتشفت في ولاية تكساس الأمريكية، حددت قياس رأس الحيوان بحوالي 1.31 م (4.3 قدم) وتم تقدير طول الجسم بـ9.8 م (32 قدم). ومع ذلك فإن أكبر البقايا المجزأة للـ (D. riograndensis) كانت أكبر مرة ونصف من متوسط حجم تلك التي تعود للـ (D. rugosus)، وتم تحديد أن أكبر الأفراد من هذه الأنواع ربما وصل طولها إلى 12 م (39 قدم) وربما وصل وزنها إلى 8.5 أطنان.
تم تقدير عينة فك سفلي كبيرة بشكل خاص من الـ (D. riograndensis) أنها جاءت من فرد بلغ طوله حوالي 147.5 سـم (4.84 قدم). هذا الطول تم استخدامه بالتزامن مع معادلة الانحدار باقتران طول الجمجمة مع الطول الكلي للقاطور الأمريكي لتقدير الطول الكلي للـ 10.6 متر (35 قدم) لهذه العينة الخاصة. وهذا ليس سوى أقل قليلًا من التقديرات السابقة لهذه الأنواع. غالبًا ما كان يوصف الدينوسوكس بأنه أكبر تمساحيات الشكل في كل العصور، ولكن بعض أشباه التمساحيات الأخرى مثل الپيوروصور والرامفوسوكس والساركوسوكس ربما تساوت معه أو تجاوزته في الحجم.

## البيولوجيا القديمة

### الموطن

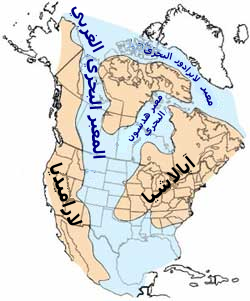
الطريق البحري الغربي الداخلي خلال الطباشيري الأوسط.

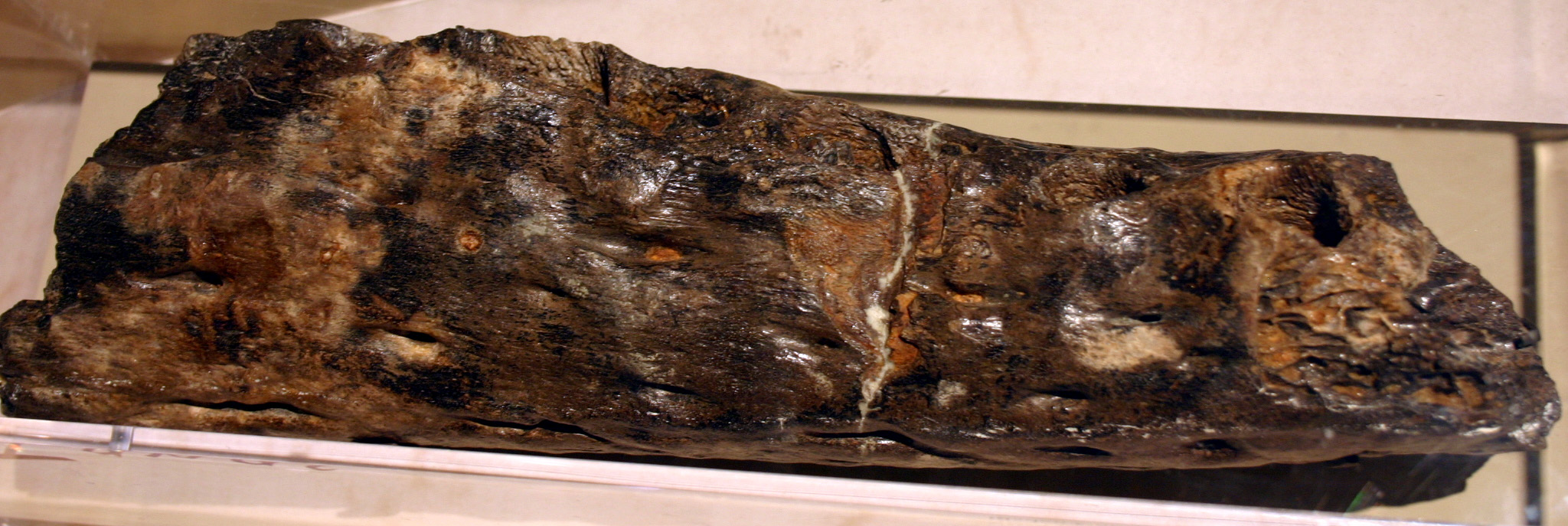
حفرية جزئية لفك دينوسوكس عُرضت في متحف كارولاينا الشمالية للعلوم الطبيعية، تم اكتشاف حفريات قاطوريات الشكل الكبيرة في 10 ولايات أمريكية وشمال المكسيك.

كان الدينوسوكس موجودًا على جانبي الطريق البحري الغربي الداخلي. وتم العثور على عينات في 10 ولايات أمريكية هي يوتا ومونتانا ووايومينج ونيو ميكسيكو ونيو جيرسي وجورجيا وألاباما وميسيسيپي وتكساس وكارولاينا الشمالية. كما تم الإبلاغ أيضًا عن وجود جلود عظمية للدينوسوكس في تكوين سان كارلوس في 2006، ولذلك فإن المناطق الخاصة بالتمساحيات العملاقة ربما تكون تضمنت أجزاءً من شمال المكسيك. وحفريات الدينوسوكس متوفرة بشكل أكبر في منطقة سهل الخليج الساحلي بالقرب من حدود ألاباما. كل العينات المعروفة للدينوسوكس تم العثور عليها في صخور تعود إلى مرحلة الكامپاني في فترة الطباشيري المتأخر، أقدم النماذج التي تعود لهذا الجنس عاشت من 82 مليون سنة مضت تقريبًا، وأحدثها عاشت منذ حوالي 73 مليون سنة.
توزيع عينات الدينوسوكس يشير إلى أن هذه التمساحيات العملاقة ربما كانت تُفَضِّل مصبات الأنهار. وفي تكوين أجوچا في تكساس حيث تم العثور على بعض أكبر عينات الدينوسوكس، ربما تكون هذه الحيوانات المفترسة الضخمة قطنت خلجان الماء المسوس. وعلى الرغم من أنه تم العثور على بعض العينات في رواسب بحرية، فإنه ليس من الواضح تمامًا ما إذا كان الدينوسوكس قد خاطر بالخروج إلى المحيط (مثل تمساح المياه المالحة الحديث)؛ فمن المحتمل أن تكون تلك البقايا قد شردت بعد موت الحيوانات. الدينوسوكس تم وصفه بأنه عنصر بيولوجي «بارز» متميز احتل النصف الشمالي لأمريكا الشمالية خلال الطباشيري المتأخر.

### الغذاء

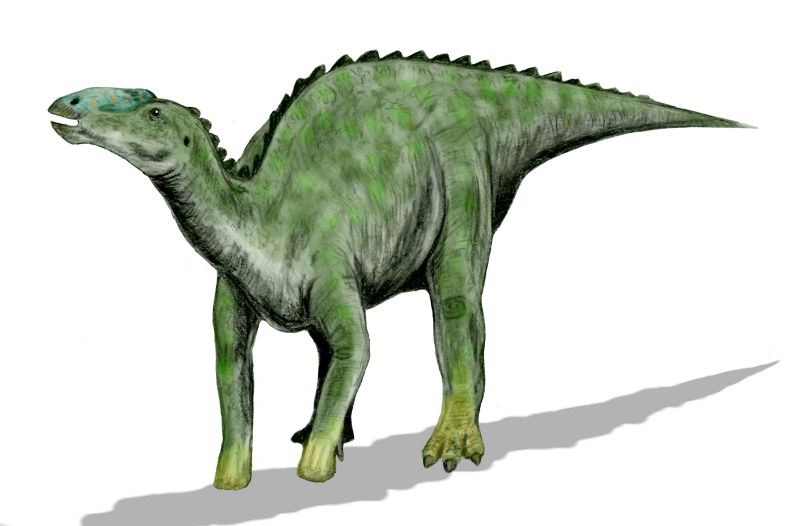
ربما كان الدينوسوكس يفترس الأورنيثوپودات الكبيرة، الكريتوصور كان يعيش جنبًا إلى جنب مع التمساحيات العملاقة في نظام تكوين أجوچا البيئي.

في سنة 1954 تكهن كل من إدوين إتش. كولبرت ورولاند تي. بيرد أن الدينوسوكس ربما كان جيدًا جدًا في صيد وافتراس بعض الديناصورات التي كانت موجودة في زمانه. وقد أعاد كولبرت هذه الفرضية بثقة أكبر في 1961 قائلًا: «من المؤكد أن هذا التمساح كان لابد أنه كان يفترس الديناصورات؛ وإلا لماذا كان عملاقًا بشكل كبير؟ لقد كان يصطاد في الماء حيث الثيروبودات العملاقة لم تكن تستطيع الذهاب». وفي 2002 اقترح ديڤيد آر. شويمر أنه تم العثور على عدد من فقرات الذيول للهادروصوريات بالقرب من حديقة بيج بيند الوطنية تُظهر أدلة على علامات أسنان الدينوسوكس، مما يعزز الفرضية القائلة أن الدينوسوكس تغذى على الديناصورات على الأقل في بعض الحالات. وفي 2003 اتفق كريستوفر إيه. بروتشو أن الدينوسوكس على الأرجح تغذى على الأورنيثوبودات من وقت لآخر. ويُعتقد عمومًا أن الدينوسوكس استخدم تكتيكات في الصيد مماثلة لتلك التي تستخدمها التماسيح الحديثة، وهي نصب الكمائن للديناصورات ولغيرها من الحيوانات الأرضية على حافة المياه ثم غمرها تحت الماء حتى تغرق. وفي 2014 اقترحت دراسة أن الدينوسوكس ربما كان من الممكن أنه كان قادرًا على تنفيذ «لفَّة الموت» مثل التماسيح الحديثة.
وقد اقترح كل من شويمر وجي. دينت ويليامز في 1996 أن الدينوسوكس ربما يكون افترس السلاحف البحرية. وقد يكون استخدم الأسنان المسطحة المتينة القريبة من الجزء الخلفي لفكيه من أجل سحق صَدَفة السلحفاة. وقد كانت السلاحف البحرية جانبية الرقبة البوثريميات شائعة بشكلٍ خاص في الموئل الشرقي للدينوسوكس، وقد تم العثور على عدد من الأصداف عليها علامات عض والتي يُحتمل أنها حدثت بسبب التمساحيات العملاقة.
خلص شويمر في 2002 إلى أن أنماط تغذية الدينوسوكس تتنوع على الأرجح حسب الموقع الجغرافي؛ إن عينات الدينوسوكس الأصغر في شرق أمريكا الشمالية كانت آكِلة انتهازية في بيئة مماثلة لتلك التي يعيش فيها القاطور الأمريكي الحديث، فربما تكون استهلكت السلاحف البحرية والأسماك الكبيرة والديناصورات الأصغر حجمًا. الدينوسوكس الأكبر حجمًا ولكنه الأقل شيوعًا الذي عاش في تكساس ومونتانا ربما كان صيادًا أكثر تخصصًا، يصطاد ويأكل الديناصورات الكبيرة. وذكر شويمر أنه لا توجد ديناصورات ثيروبودا في النطاق الشرقي للدينوسوكس اقتربت من حجمه، مما يدل على أن التمساحيات الضخمة كانت المفترسات المهيمنة في مناطقها.

### معدلات النمو

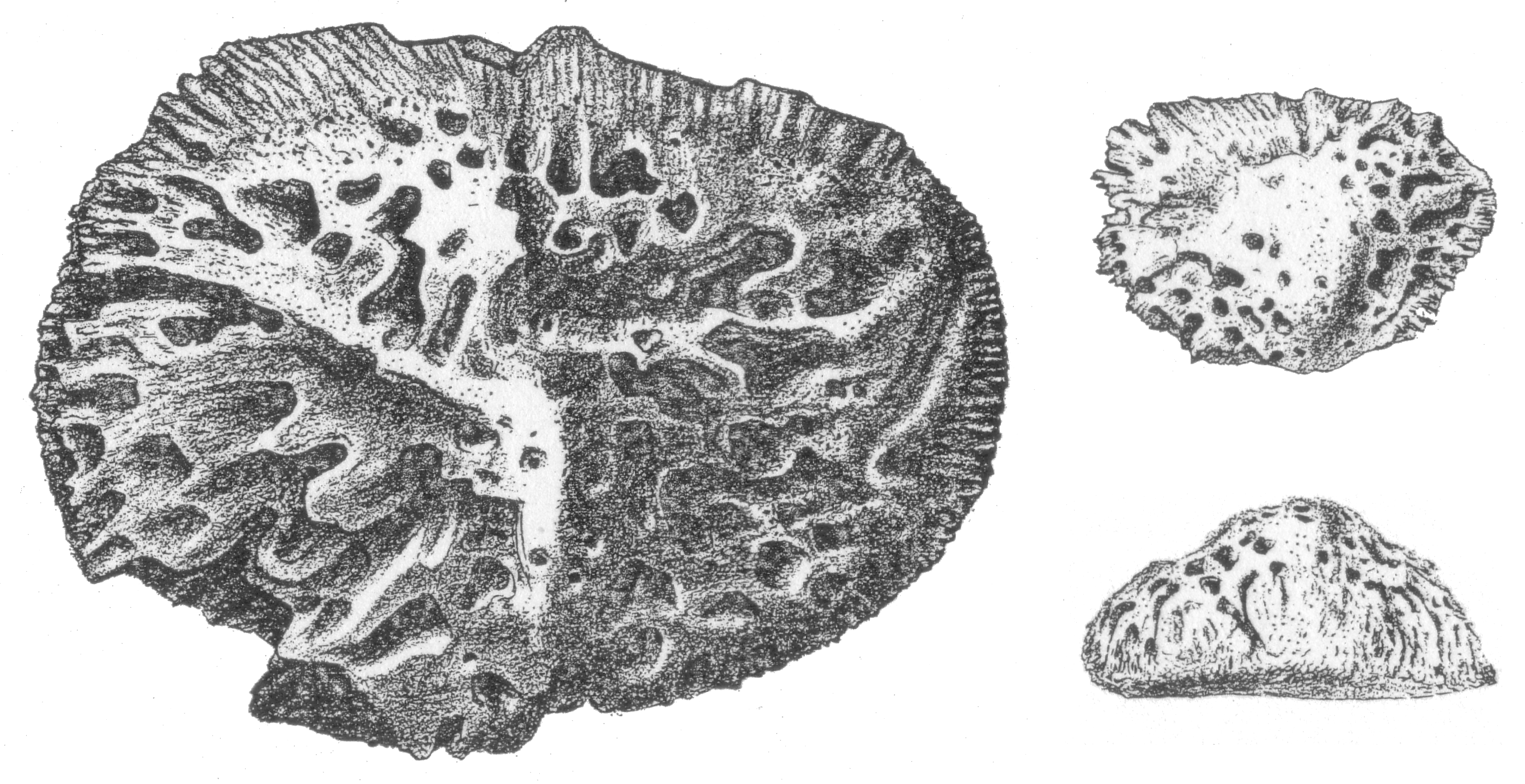
الجلود العظمية للدينوسوكس كما أوضحها دبليو. چي. هولاند، هي أثخن تناسبيًا بكثير من مثيلاتها في التمساحيات الحديثة.

في 1999 اقترحت دراسة أجريت من قِبل جريجوري إم. إريكسون وكريستوفر إيه. بروتشو أن معدل نمو الدينوسوكس كان مماثلًا للتمساحيات الحديثة، ولكنه حافظ عليه لفترة زمنية أطول بكثير. وقد استندت تقديراتهم إلى حلقات النمو في الجلود العظمية الظهرية من عينات مختلفة، حددت أن كل دينوسوكس ربما يكون أخذ أكثر من 35 سنة ليصل إلى الحجم البالغ الكامل، وأكبر الأفراد سنًا ربما يكون عاش أكثر من 50 سنة. وهذه كانت إستراتيجية نمو مختلفة تمامًا عن تلك التي كانت للديناصورات الكبيرة، التي وصلت إلى الحجم البالغ بسرعة أكبر بكثير وكانت أعمارها أقصر. ووفقًا لإريكسون فالدينوسوكس كامل النمو «لابد أنه شهد عدة أجيال من الديناصورات تأتي وتذهب».
وقد ذكر شويمر في 2002 أن افتراضات إريكسون وبروتشو حول معدلات النمو صالحة فقط إذا كانت حلقات الجلود العظمية تعكس الفترات السنوية مثلما تفعل في التمساحيات الحديثة. ووفقًا لشويمر فإن ملاحظة أنماط حلقات النمو قد تأثرت بعوامل متنوعة، من بينها «هجرات فرائسها، وتغييرات المناخ الموسمية الرطبة والجافة، أو الدورات المحيطية ودورات المغذيات». إذا كانت دورة الحلقات نصف سنوية بدلًا من سنوية، فهذا قد يدل على أن الديونسوكس كان ينمو بشكل أسرع من التمساحيات الحديثة، وأن الحد الأقصى للعمر لديه كان مماثلًا لها.

## الاكتشاف والتسمية

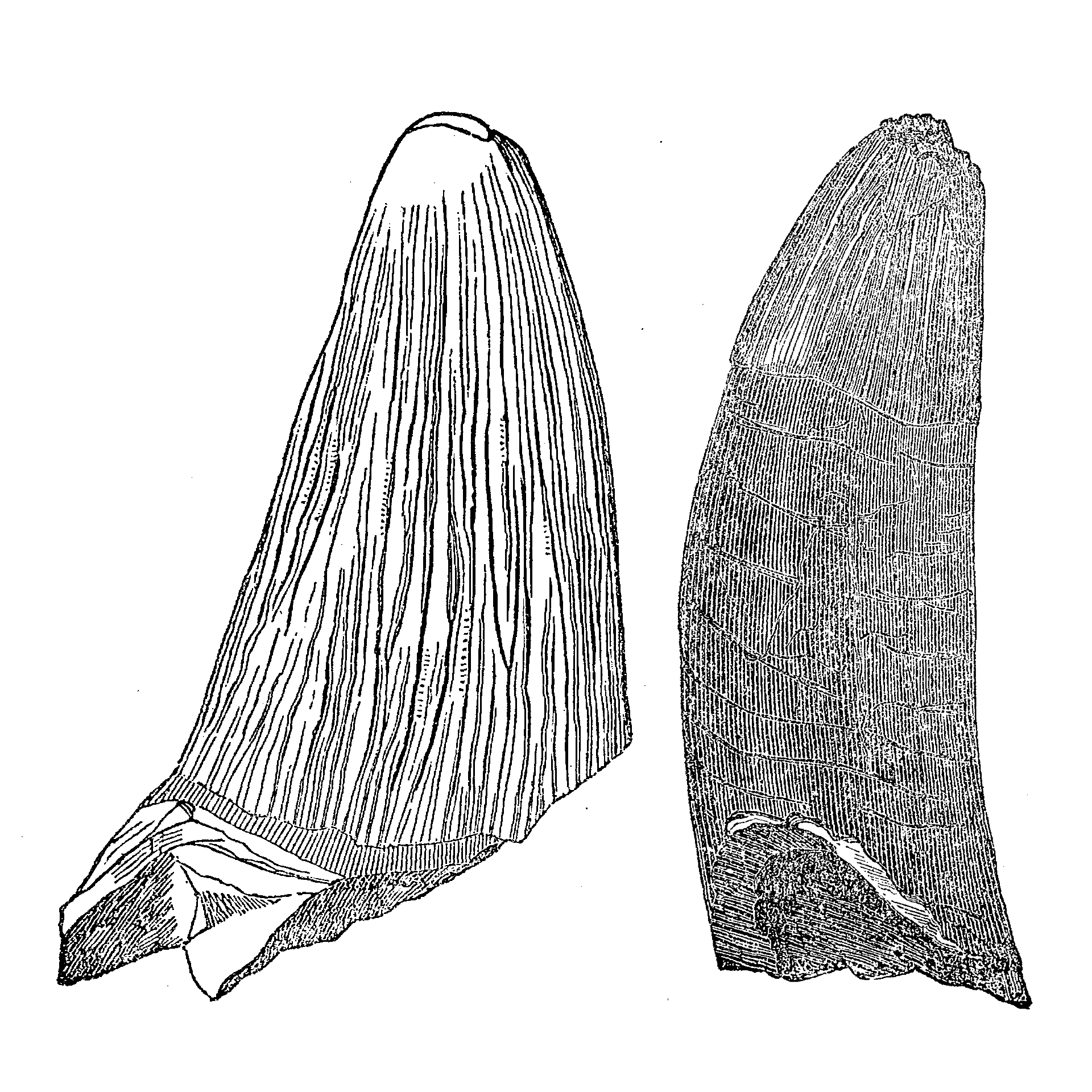
توضيح إيبينيزر إيمونز للسنتان الأحفورتان في 1858 واللتان تنتميان على الأرجح للتمساحي الذي سيُسمى لاحقًا "الدينوسوكس".

في سنة 1858 وصف الجيولوجي إيبينيزر إيمونز اثنتان من أحفورات الأسنان الكبيرة تم العثور عليهما في مقاطعة بلادين بكارولاينا الشمالية. نسب إيمونز هذه الأسنان إلى الـ (Polyptychodon) والذي كان يَعْتَقد وقتها أنه «جنس من الزواحف التمساحية». وقد أظهرت الاكتشافات اللاحقة أن الـ (Polyptychodon) هو في الحقيقة پليوصور وهو نوع من الزواحف البحرية. الأسنان التي وصفها إيمونز كانت سميكة ومنحنية قليلًا ومغطاه بأتلام مينا عمودية؛ فأعطى إليها اسم نوع جديد هو (P. rugosus). رغم أنه لم يكن معترفًا به في البداية على هذا النحو، هذه الأسنان على الأرجح هي أول بقايا للدينوسوكس يتم وصفها علميًا. وهناك سن آخر من المرجح أنه جاء من الدينوسوكس تم اكتشافه بالقرب من مقاطعة سامبسون، تمت تسميته (Polydectes biturgidus) من قِبل إدوارد درينكر كوب في 1896.
وفي 1903 في ويلو كريك بمونتانا تم اكتشاف عدة حفريات جلود عظمية «مستلقية على سطح التربة» من قِبل چون بيل هاتشر وتي. دبليو. ستانتون. هذه الحفريات كانت تعود إلى ديناصور اليوپلوسيفالس. وبالتنقيب في الموقع والذي قام به دبليو. إتش. أترباك تم الحصول على حفريات جديدة، من بينها فقرات وأضلاع وعانة. وعندما تم فحص هذه العينات، أصبح من الواضح أنها تنتمي إلى تمساحي كبير وليس إلى ديناصور، وبناءًا على هذه المعرفة هاتشر «فقد الاهتمام فورًا» بهذه المادة. وبعد وفاة هاتشر في 1904 قام زميله دبيلو. چيه. هولاند بدراسة ووصف الحفريات. قام هولاند بتعيين هذه العينات إلى جنس ونوع جديدين، دينوسوكس هاتشري (Deinosuchus hatcheri) في 1909، جاء اسم الدينوسوكس من الإغريقية δεινός/دينو، وتعني «رهيب»، وσοῦχος/سوكس، وتعني تمساح.

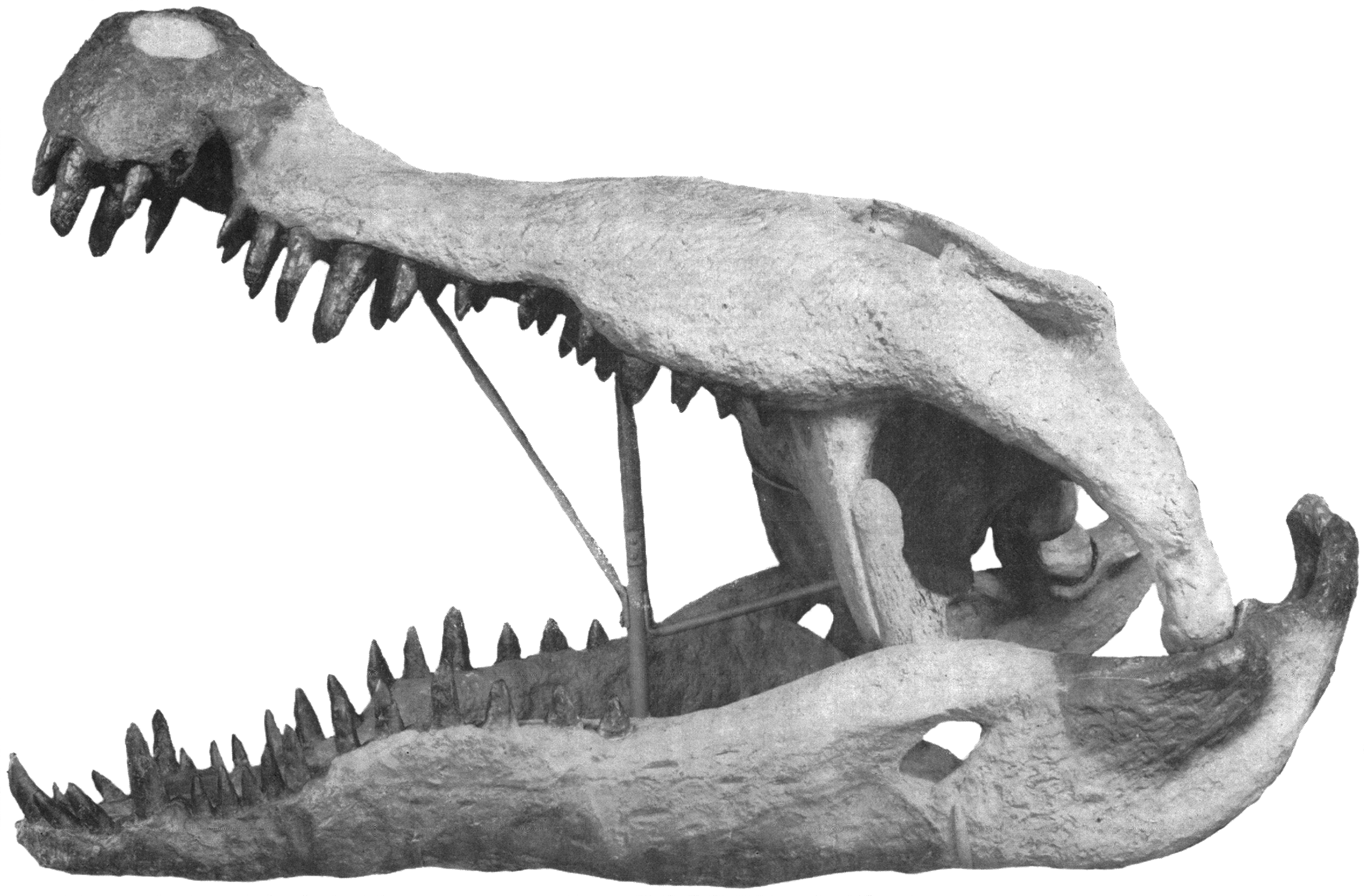
جمجمة مرممة عُرضت في المتحف الأمريكي للتاريخ الطبيعي لما يقرب من نصف قرن، قد تكون أفضل حفرية معروفة للدينوسوكس، الأجزاء ذات اللون الداكن هي الحفريات العظمية الفعلية أما الأجزاء الفاتحة فهي الجص.

وفي 1940 اكتشفت بعثة للمتحف الأمريكي للتاريخ الطبيعي المزيد من حفريات التمساحيات العملاقة، هذه المرة في حديقة بيج بيند الوطنية في تكساس. هذه العينات تم وصفها من قِبل إدوين إتش. كولبرت ورولاند تي. بيرد في 1954 تحت اسم (Phobosuchus riograndensis). وقام كل من دونالد بيرد وچاك هونر بتعيين حفريات البيج بيند إلى الدينوسوكس، وهو الأمر الذي تم قبوله من قِبل معظم السلطات الحديثة. أما الاسم الأصلي (Phobosuchus) الذي تم اطلاقه في البداية من قِبل بارون فرانز نوپكسا في 1924، فقد تم نبذه من وقتها لأنه يتضمن مجموعة متنوعة من التمساحيات المختلفة التي تبين أنها قد لا تكون وثيقة الصلة مع بعضها البعض.
أخضع المتحف الأمريكي للتاريخ الطبيعي أجزاء الجمجمة والفك لترميم الجص، مع أخذ التمساح الكوبي نموذجًا في عملية الترميم، وذكر كل من كولبرت وبيرد أن عملية الترميم هذه من أجل «الحفظ»، وحتى الطول الأكبر يمكن اكتسابه إذا تم استخدام جمجمة طويلة لأنواع حديثة، مثل تمساح المياه المالحة الذي تم استخدامه كقالب. ولأنه لم يكن معروفًا في ذلك الوقت أن الدينوسوكس كان لديه خطم عريض، فقد أخطأ كل من كولبرت وبيرد في تقدير نِسب الجمجمة، وعملية الترميم كان بها مبالغة كبيرة في تقدير إجمالي الطول والعرض. وعلى الرغم من عدم الدقة فقد أصبحت الجمجمة المرممة أشهر عينة للدينوسوكس، وجلبت انتباه الجمهور إلى هذا التمساحي العملاق لأول مرة.
تم اكتشاف العديد من العينات الإضافية من الدينوسوكس على مدى العقود التالية، معظمها كانت مجزأة تمامًا، إلا أنها وسعت المعرفة عن النطاق الجغرافي عن العملاق المفترس. وكما ذكر كريس بروتشو، أن الجلود العظمية هي مميزة بشكلٍ كافٍ حتى «عظم الجرانولا» يمكن أن يؤكد حضور الدينوسوكس بشكلٍ كافٍ. كما تم العثور أيضًا على مواد أفضل من الجمجمة؛ وبحلول عام 2002 كان ديڤيد آر. شويمر قادرًا على إعادة بناء 90% من الجمجمة باستخدام الكمپيوتر.

## التصنيف والأنواع

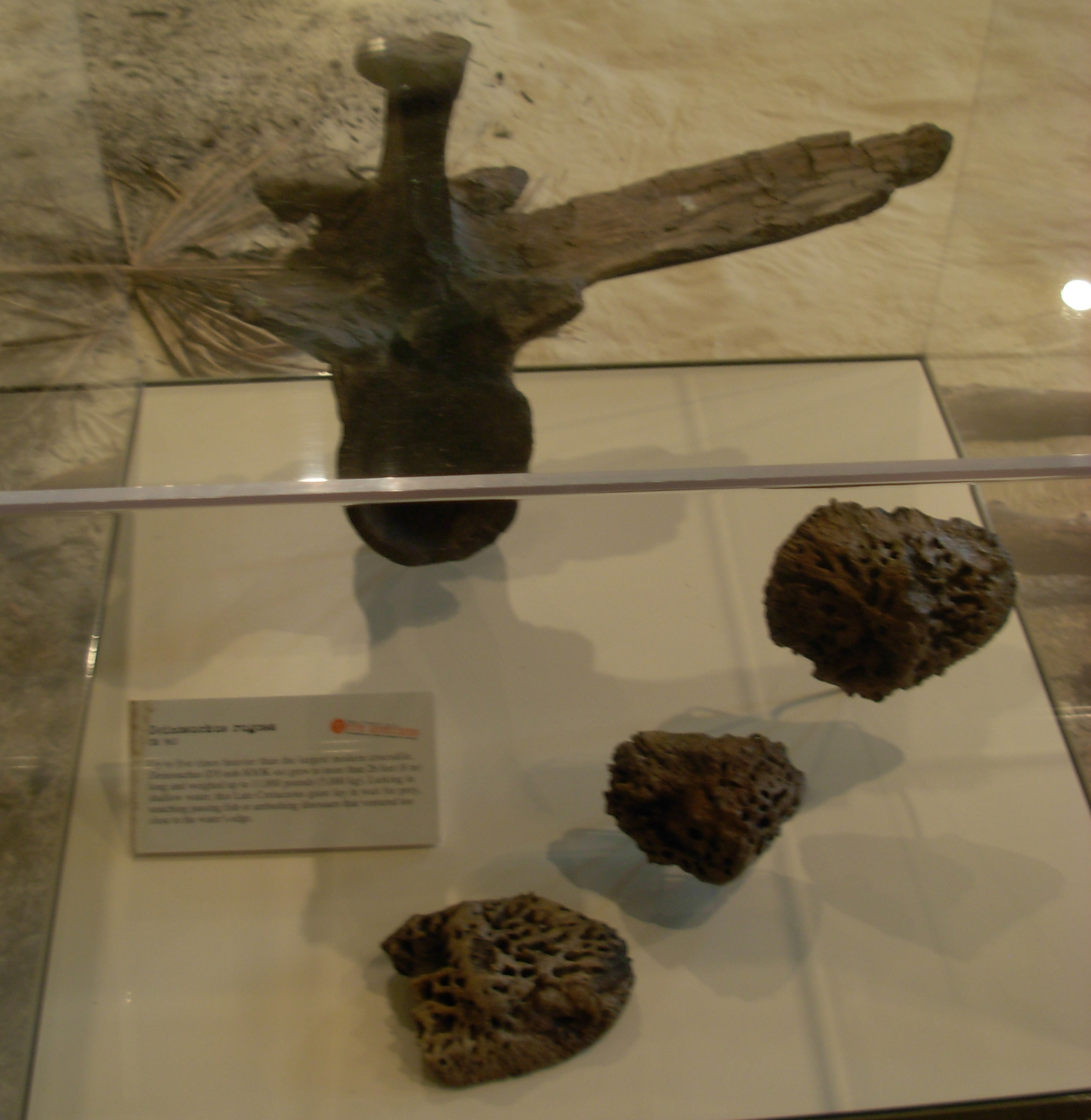
دروع وفقرات الدينوسوكس في متحف كارنيجي للتاريخ الطبيعي.

منذ اكتشاف أقدم البقايا المجزأة التي ستصبح فيما بعد الدينوسوكس، تم اعتبار انه يمت بصلة قرابة للتماسيح، وتم وضعه في نفس فصيلة التماسيح في 1954، وهذا التعيين تم دعمه بصفة خاصة من خلال الملامح السِنيَّة. ولكن هذا الأمر تغير في 1999 عندما تم العثور على عينات جديدة في تكساس وجورجيا والتي ساعدت على وضع الدينوسوكس في تحليل النشوء والتطور، واستنتاج أنه في موضع أساسي مع الفرع الحيوي قاطوريات الشكل جنبًا إلى جنب مع الليديوسوكس. وقد تعزز هذا التصنيف في 2005 من خلال اكتشاف جمجمة حُفِظت بشكل جيد في منطقة الدماغ في تكوين بلافتاون في ألاباما، والتي تُظهر بعض الملامح التي تُذكِّر بتك الموجودة في القاطوريات الحديثة. ومع ذلك فالدينوسوكس لم يكن السلف المباشر للقاطوريات الحديثة.
الأنواع المتعلقة بالدينوسوكس منذ إعادة إحياء اسم الجنس في 1979 تم الاعتراف بها على نحو تقليدي بـ (D. rugosus) في الجانب الشرقي للطريق البحري الغربي الداخلي، والنوع الأكبر حجمًا (D. riograndensis) في الجانب الغربي، وهما يتميزان بالاختلافات في شكل الجلود العظمية والأسنان ولكن هذه الرؤية لم تكن المفضلة دائمًا لجميع الباحثين، وفي 2002 اقتُرح أنه لا يوجد سوى نوع واحد فقط هو (Deinosuchus rugosus) مع وجود اختلافات بين النوعين تم تفسيرها على أنها نتيجة للحجم الأكبر للشكل الغربي. هذا الاقتراح وجد دعمًا وواجه انتقادات. إلى أن تم اسقاطه في 2010 عندما أظهرت عينات أحفورية جديدة من كلا الجانبين للطريق البحري الداخلي أن الاختلافات بين الشكلين لم تكن متعلقة بالحجم فقط، فالأسنان الخاصة بالأنواع الشرقية احتفظت بالميزات المشتركة للعينات الأخرى في المنطقة، والجلود العظمية الخاصة بالعينات الصغيرة من الشكل الغربي لم تكن تختلف عن تلك الكبيرة، مما دعم الفصل المحدد للشكلين، الآن الـ (D. rugosus) والـ (D. riograndensis) هما نوعان رسميًا.

## في الثقافة العامة
في فيلم الأنيميشن «الأرض قبل الوقت 4: رحلة عبر الضباب» (The Land Before Time IV: Journey Through the Mists) يظهر دينوسوكس يُدعى ديل.
في السلسلة الوثائقية الخيالية «حديقة ما قبل التاريخ» (Prehistoric Park) نايجل مارڤن ينقذ الدينوسوكس من الانقراض.

## ببليوجرافيا
- Schwimmer, David R. (2002), King of the Crocodylians: The Paleobiology of Deinosuchus (بالإنجليزية), Bloomington (Indiana): Indiana University Press, ISBN:978-0-253-34087-0

## وصلات خارجية
- دينوسوكس هولاند 1909 (تمساحيات)، Fossilworks Paleobiology Database.(بالإنجليزية)
- التمساحيات العملاقة استخدمت «لفَّة الموت» لقتل الديناصورات في LiveScience.com (بالإنجليزية)